# 227 a. C.
El año 227 a. C. fue un año del calendario romano prejuliano. En el Imperio romano se conocía como el año 527 ab urbe condita.

## Acontecimientos
- Consulados de Publio Valerio Flaco y Marco Atilio Régulo en la Antigua Roma.[1]
- Asdrúbal el Bello funda Cartagena.
- La República romana crea dos nuevas preturas para Sicilia y Cerdeña.
- Jing Ke intenta asesinar a Qin Shi Huang

## Nacimientos
- Publio Cornelio Escipión Nasica (f. 171 a. C.), cónsul romano en el 191 a. C.

## Fallecimientos
- Jing Ke, conjurado chino.